# محافظة سيليزيا
سيليزيا(بالإنجليزية: Silesian Voivodeship)‏
وهي محافظة تقع جنوب بولندا بالقرب من الحدود مع تشيكيا وسلوفاكيا وعاصمة المحافظة هي مدينة كاتوفيتسه , تم إتخاذها كمحافظة في سنة 1999 ويبلغ عدد سكان المحافظة 4,620,624 حسب إحصاء سنة 2012 ومساحتها 12,333 كلم مربع.

## أعلام
- أدولف برديس
- زوفيا كوتساك تشوتزكا